# В активном поиске
«В активном поиске» (англ. How to Be Single) — американский художественный фильм 2016 года немецкого режиссёра Кристиана Диттера, снятый по мотивам романа Лиз Туччилло «Легко ли быть одной?». Премьера фильма состоялась 9 февраля 2016 года в Лондоне.

## Сюжет
Устав от жизни со своим бойфрендом, Элис (Дакота Джонсон) уходит от него, переезжает к старшей сестре Мэг (Лесли Манн), находит новую работу и обзаводится новой подругой Робин (Ребел Уилсон). Последняя оказывается страстной поклонницей ночных «отжигов» и пытается втянуть Элис в свою безумную жизнь, хотя та предпочитает чинные и продолжительные отношения пьяным знакомствам на вечеринках. Тем временем Мэг решает завести ребенка с помощью донорской спермы, а Люси (Элисон Бри) – девушка, живущая по соседству с баром, где бывают Элис и Робин, – пытается найти любовь на всю жизнь с помощью знакомств через Интернет.

## В ролях
| Актёр                | Роль       |
| -------------------- | ---------- |
| Дакота Джонсон       | Элис       |
| Ребел Уилсон         | Робин      |
| Элисон Бри           | Люси       |
| Лесли Манн           | Мэг        |
| Николас Браун        | Джош       |
| Джейсон Мандзукас    | Джордж     |
| Дэймон Уайанс мл.    | Дэвид      |
| Андерс Холм          | Том        |
| Джейк Лэси           | Кен        |
| Колин Жост           | Пауль      |
| Сара Рамос           | Мишель     |
| Джудит Лайтфут Кларк | мама Джоша |

## Производство
Фильм был снят в городе Нью-Йорк и его окрестностях за 47 дней на 45 съёмочных площадках. При этом квартира, в которой проживает Робин, была уже засвечена в кино, в фильме «Большой».
На роль Элис сначала была приглашена Лили Коллинз, но позже заменена на Дакоту Джонсон.
Оригинальное название фильма How to be single в переводе с английского обозначает «Как быть одной», но российские прокатчики решили изменить название на «В активном поиске».

### Съёмочная группа[8]
- Режиссёр — Кристиан Диттер
- Оператор — Кристиан Рейн
- Сценаристы:
  - Эбби Кон
  - Марк Силверштейн
  - Дэна Фокс
  - Лиз Туччилло (автор книги)
- Композитор — Филь Эйслер
- Художник-постановщик — Стив Сэклад
- Художник по костюмам — Леа Кацнелсон
- Художник по декорациям — Крис Хионис
- Монтажёр — Тиа Нолан

## Прокат
В Тайване премьера состоялась 8 февраля 2016 года, в Албании, России и Таиланде — 11 февраля 2016 года, в ОАЭ, США и Эстонии — 12 февраля.

## Критика
Обозреватель портала «Фильм.ру», Борис Иванов, поставил кинокартине 6 баллов из 10 возможных, сравнив её с сериалом «Секс в большом городе». Также критик отмечает хорошую работу одной из главных актрис: «Когда Уилсон на экране, картина смешит. Когда же австралийская комедиантка из кадра исчезает, фильм обычно становится серьезным, а иногда и сентиментальным на грани слезливости». В финале рецензии обозреватель заключил, что «это фильм для подружек, а не для парочек».
Кинокритик «Киноафиши», Вера Алёнушкина, назвала фильм «сумбурным зрелищем», потому что «героев множество, сюжетных линий – тьма тьмущая; случайных персонажей – море», отчего в фильме царит хаос. Одним из недостатков кинокартины обозреватель считает огромное количество диалогов, но в которых есть «парочка завалявшихся истин».
Остальные обозреватели таких сайтов, как «25-й кадр», Weburg, оценили фильм вполне нейтрально, TramVision счёл кинокартину хорошей, как и «МегаОбзор».

## Коммерческий успех
При бюджете 38 миллионов долларов, фильм собрал более 112 миллионов.

### Награды
| Год  | Премия                          | Номинация                  | Результат |
| ---- | ------------------------------- | -------------------------- | --------- |
| 2016 | Hollywood Music In Media Awards | «Лучший саундтрек»         | Номинация |
| 2017 | People's Choice Awards          | «Любимый комедийный фильм» | Номинация |